# 都鄙和睦
都鄙和睦（とひわぼく）は、文明14年11月27日（1483年1月6日）に室町幕府と古河公方との間で結ばれた、享徳の乱における和睦。都鄙合体（とひがったい）、都鄙一和（とひいちわ）とも呼ばれる。

## 経過
享徳3年（1455年）12月27日、鎌倉公方（古河公方）・足利成氏が関東管領・上杉憲忠を暗殺した事に端を発した享徳の乱は、成氏方と、室町幕府の将軍・足利義政と結んだ山内上杉氏・扇谷上杉氏、及び幕府によって派遣された堀越公方・足利政知（義政の兄）の二派に分かれ、激しく争われた。
争乱は関東地方一円に拡大したが、疲弊した双方における厭戦気分の高まりや、京都における応仁の乱の終結、上杉方に長尾景春の乱が勃発したこともあって、文明10年（1478年）1月4日に古河公方と両上杉氏との間で和睦が成立した。
文明13年（1481年）7月、細川政国が幕府中枢に取り次いだことにより、幕府と古河公方の和睦交渉が行われた。他方、和睦交渉の開始を、文明12年（1480年）3月に細川政元が提起した時点とする場合もある。和睦の決定までに1年4ヶ月の期間を要しているが、成氏と鎌倉公方の地位が競合する立場にあった政知、および上杉顕定・上杉定正との交渉が上杉房定を介し、その間に行われた。
和睦交渉における最大の焦点は、伊豆の堀越公方の処遇であった。もし、関東を享徳の乱発生以前に戻すのであれば、堀越公方は廃止され、政知は伊豆から京都に帰還となり、これは古河公方側も主張したと考えられる。また、両上杉氏にとっても、伊豆はもともと上杉氏の守護国であり、政知はもはや不要な存在となっていた。
だが、伊豆に留まることを望む堀越公方の要求を、幕府は断りづらい事情があった。また、当時の将軍・足利義尚にとって、伯父である政知が帰京した場合の処遇には困ったと考えられる。
そして、文明14年（1483年）11月27日に至り、前将軍・義政が政知と房定に対して御内書を出し、成氏との間で和睦が決定したことを伝えた。幕府が決定した和睦の内容としては、成氏に鎌倉公方としての地位を認めて関東を支配させる一方、政知には伊豆一国の支配が認められる形となった。また、政所頭人・伊勢貞宗から房定に副状が出され、成氏が政知へ御料所を割譲するよう、義政の意向を成氏に伝えるように指示された。
結局、伊豆一国を古河公方や関東管領の支配から切り離し、成氏は関東御分国のうち伊豆を政知に割譲する代わりに、残りの諸国の支配権を幕府に認めさせることで妥協することとなった。また、上杉氏にとっては、守護国である伊豆を放棄する形となった。これにより、およそ28年続いた享徳の乱は終結した。
なお、都鄙和睦の成立時期は文明14年11月27日とされることが多いが、それは幕府の決定であり、実際は成氏が条件を受諾して実行に移した時、つまり文明15年6月から8月の間とする見方もある。成氏と政知の和睦に関しては、文明15年6月に成氏が政知との和睦の意向を示し、8月10日付でそれまで政知が管轄していた鎌倉寺院への公帖を成氏が発給していることから、この間までに正式に成立したと考えられている。
だが、政知は幕府から正式な鎌倉公方として派遣され、成氏と20余年にわたって戦い続けたにもかかわらず、和睦によって成氏が正式な鎌倉公方とされたうえ、その支配を伊豆のみに限定させられた。そのため、政知は事実上、伊豆一国の大名として扱われる形となり、和睦を進めた上杉政憲と、それに同調した伊豆国人衆に不満を抱いた。そして、政知が長子・茶々丸を廃嫡しようとした際、政憲はこれを強く諌めたため、政知の怒りを買って自害を命じられた。